# Symplocos paucinervia
Symplocos paucinervia là một loài thực vật có hoa trong họ Dung. Loài này được Noot. miêu tả khoa học đầu tiên năm 1975.